# Птица-апостол
Птица-апостол, или снегирёвая сойка (лат. Struthidea cinerea) — вид птиц семейства Corcoracidae. Единственный представитель одноимённого рода Struthidea. Птица с серым или черным оперением. Ее длина составляет около 33 см. Обитает в Австралии, преимущественно в лесах. Питается насекомыми и семенами, которые находит на земле. Представители этого вида часто путешествуют группами по 12 особей; по этой причине они были названы в честь библейских апостолов, двенадцати последователей Иисуса Христа.

## Систематика

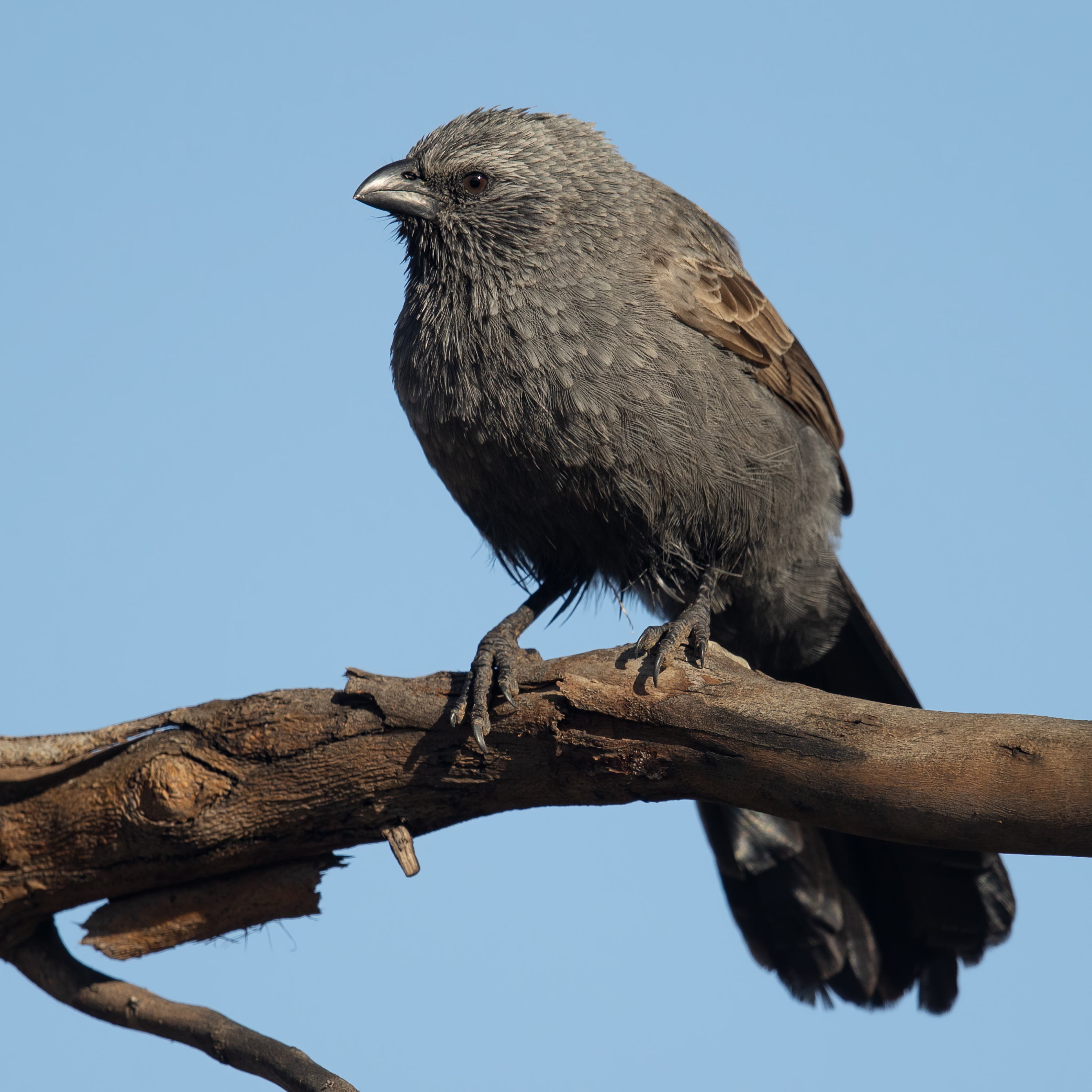

Первоначально этот вид был описан орнитологом Джоном Гульдом в 1837 году, его видовое название — лат. cinerea означает «серый». Ранее его написание выглядело, как Grallinidae до того, как род Grallina был исключен из семейства монарховых. Это один из двух видов рода, вместе с белокрылой галкой (Corcorax melanorhamphos), которая отличается по внешнему виду, но имеет с ним много общего в поведении. Само семейство Corcoracidae теперь помещено в более узкую группу «core corvine», в которую входят вороны и вороны, сорокопуты, райские птицы, трубастые хвосты, мухоловки-монархи и дронго.

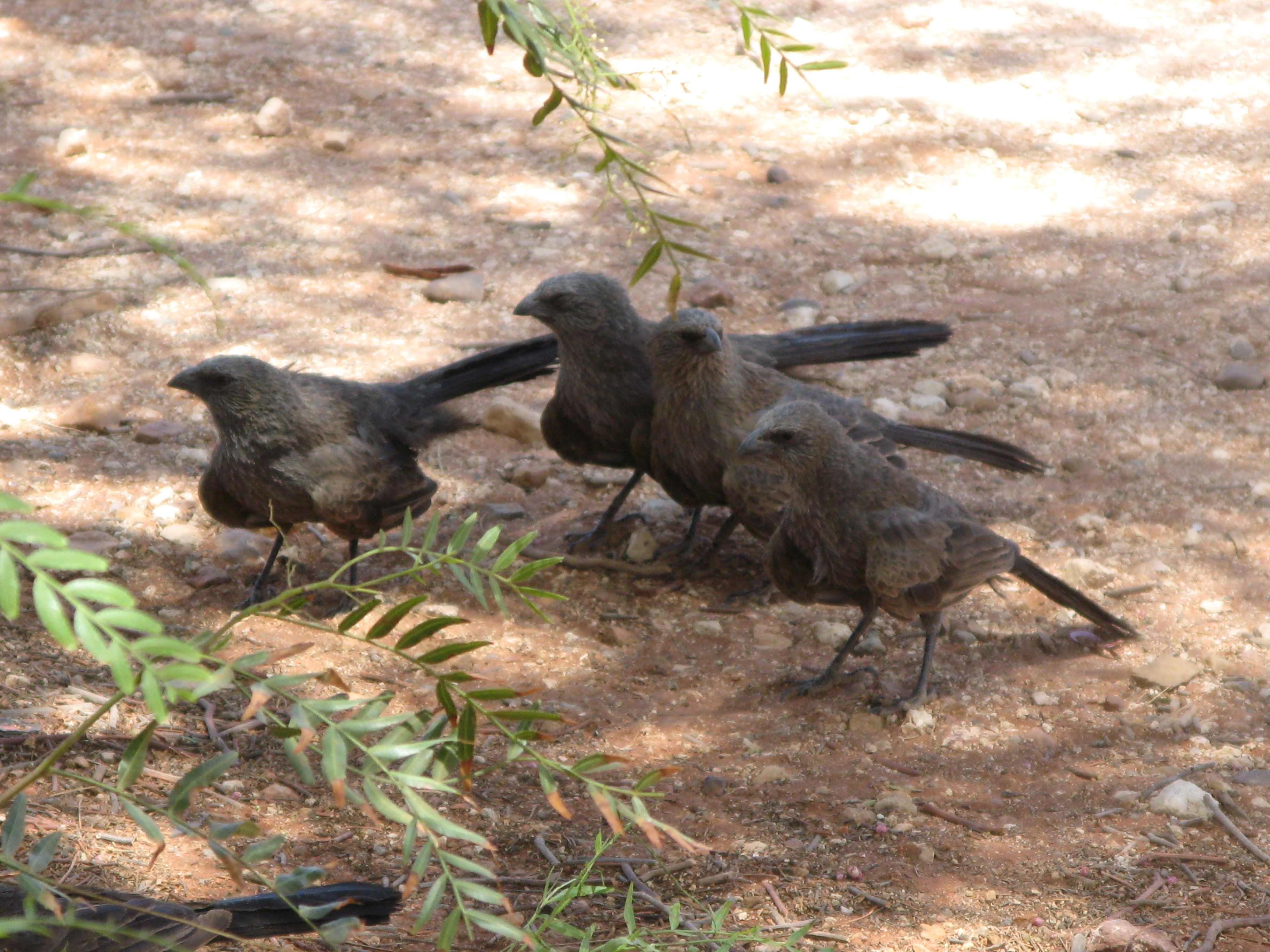

Птица-апостол была названа в честь библейских апостолов, двенадцати последователей Иисуса Христа. Фактически, эти виды путешествуют группами от 6 до 20 особей, которые могут сливаться с другими группами в большие кормящиеся стаи численностью более 40 особей. Их общительный характер и резкие, ругающиеся/раздражающие крики привели к тому, что в народе им дали множество имен. В своей родной местности они могут быть известны как паршивые гнезда (из-за того, что часто бывают сильно заражены вшами).

## Описание
Длина тела этой птицы составляет около 33 см. Птица-апостол имеет преимущественно тёмно-серое оперение и длинный чёрный хвост, отливающим в солнечном свете зеленоватым оттенком. Серые перья на голове, шее и груди имеют более бледный серо-белый оттенок, а ее крылья коричневатые. Ноги и клюв черные, а глаза коричневые или белые.

## Распространение
Ареал обитания проходит через внутреннюю часть восточной Австралии, от малых районов северной Виктории и восточной части Южной Австралии, на север через Новый Южный Уэльс и центрально-западный Квинсленд до местности Gulf Country. На севере также имеется изолированная популяция. Сухие открытые леса являются предпочтительной средой обитания, особенно Каллитрис в Новом Южном Уэльсе и Казуарина в Квинсленде, а также общины Лансвуд-Булвадди на северных территориях.

## Размножение

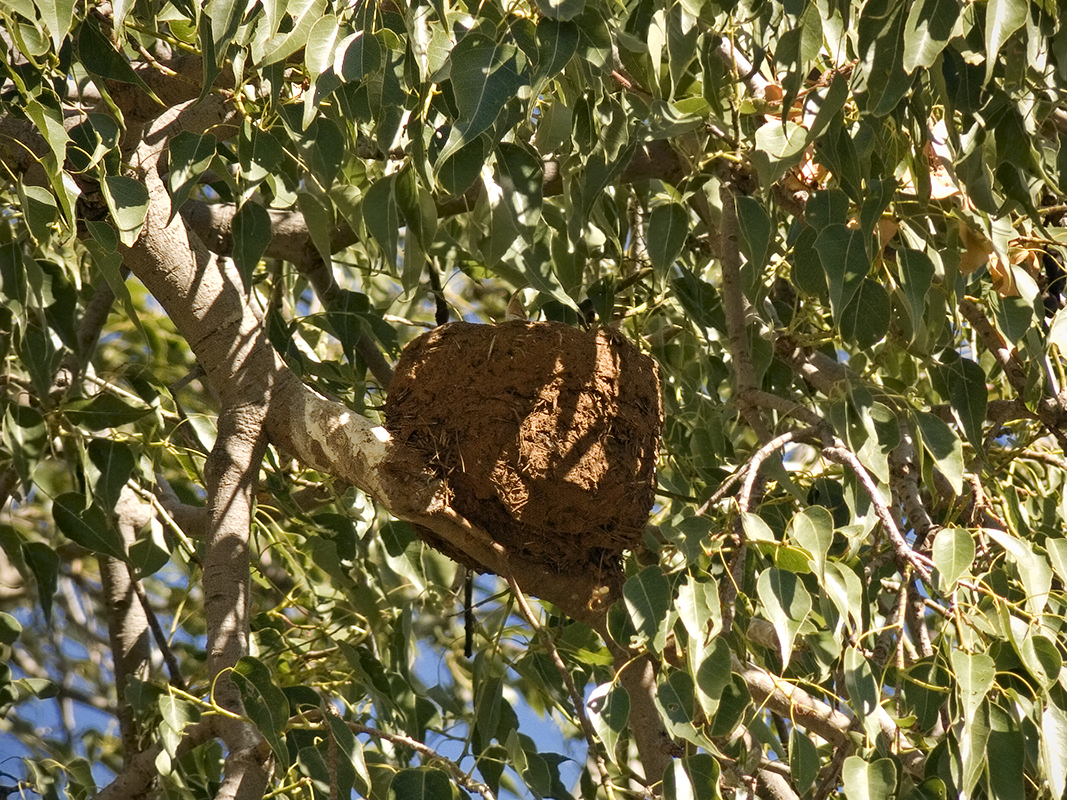
Глиняное гнездо высоко на смоковнице

Птица-апостол — это социально живущие, совместно размножающиеся виды, при этом каждая группа во время брачного сезона обычно содержит только одну пару, которая размножается а остальные являются либо помощниками из их потомства или неродственно взрослыми птицами. Большинство членов группы помогают строить гнездо из глины, участвуют в высиживании яиц и защите гнезда. После вылупления птенцов все члены группы помогают кормить их и содержать гнездо в чистоте.
Зимой птицы собираются в большие группы, а по мере приближения брачного сезона группы разбиваются на более мелкие. Гнездящиеся группы используют небольшие непересекающиеся участки вокруг места гнездования.
Брачный сезон длится с августа по декабрь. Гнездо представляет собой глубокую чашеобразную конструкцию, сделанную из травы, скрепленной грязью, а иногда и навозом, в развилке ствола дерева на высоте до семи-восьми метров над землей. В кладке от трех до пяти бледно-голубовато-белых яиц, на которых присутствуют редкие пятна коричнево-лилового оттенка размером 22 мм на 29 мм. Они имеют конусовидную овальную форму.

## Охранный статус
Птица-апостол не числится как вид находящийся под угрозой исчезновения в Австралийском законе об охране окружающей среды и сохранении биоразнообразия 1999 года. Однако, их охранный статус варьируется от штата к штату Австралии. Например:
- Птица-апостол занесен в список находящихся видов под угрозой исчезновения в Викторианском Законе о гарантиях флоры и фауны (1988 г.). (Flora and Fauna Guarantee Act (1988))[13]. В соответствии с этим законом действия по восстановлению и будущему взаимодействию с этим видом еще не подготовлены[14].
- В консультативном списке фауны позвоночных, находящихся под угрозой исчезновения в Виктории за 2007 год, Птица-апостол не указан как вид, находящийся под угрозой исчезновения[15].